# 21508 Benbrewer
21508 Benbrewer è un asteroide della fascia principale. Scoperto nel 1998, presenta un'orbita caratterizzata da un semiasse maggiore pari a 2,7464274 UA e da un'eccentricità di 0,1761797, inclinata di 1,81384° rispetto all'eclittica.